# PAgP
Das PAgP oder Port Aggregation Protocol ist ein Netzwerkprotokoll zur dynamischen Bündelung mehrerer physikalischer Ethernet-Verbindungen bei Cisco.
Vom Funktionsprinzip ähnelt das proprietäre PAgP dem offenen LACP. Das PAgP erkennt, durch das Aussenden sogenannter Hello-Pakete, ob zwei Switches über mehr als eine physische Verbindung direkt verbunden sind. Wenn dies der Fall ist, und auf beiden Seiten PAgP konfiguriert ist, werden diese mehrfach vorhandenen physikalischen Verbindungen zu einer neuen logischen Verbindung, dem sogenannten Etherchannel, zusammengefasst. 
PAgP sollte nur in Verbindung mit einer Variante des Spanning Tree Protocols genutzt werden, damit es nicht zu ungewollten Schleifen im Netzwerk kommt. 